# Magyar katolikus lexikon
A Magyar katolikus lexikon egy nagy terjedelmű, elsősorban vallási témakörökkel foglalkozó magyar nyelvű lexikonsorozat.

## Története
A szerkesztők, dr. Diós István és dr. Viczián János nagy hangsúlyt fektettek a magyar egyházzal kapcsolatos témakörök bemutatására. A sorozat számos történelmi, helytörténeti, néprajzi, botanikai, zenetörténeti stb. témakört is felölel.
Az 1993 és 2010 között 15 kötetben megjelent, körülbelül 15 000 nyomtatott oldal terjedelemű mű az egyházi irodalom kiadásával hagyományosan foglalkozó Szent István Társulat gondozásában valósult meg. A kéthasábos szöveget sok fekete-fehér, illetve néhány színes fénykép, illusztráció díszíti. 2013-ban 16.-ként egy pótkötet (A–Zs) jelent meg, majd 2014-ben a sorozatot egy indexkötet zárta: Az I-XVI. kötet mutatója A–Zs (17. kötet).
Témakörei közül legfontosabbak a következőkː
- személyek (pápák, királyok, püspökök, írók, személyiségek)
- események (magyar egyházi és világi történelem, egyetemes egyháztörténelem)
- helyek (országok, püspökségek, magyar egyházmegyék, plébániák, búcsújáró helyek, szerzetesházak)
- intézmények (szerzetesrendek, egyesületek)
- fogalmak (filozófia, szentírástudomány, dogmatika, egyházjog, liturgia, művészetek, természettudomány)

### Online változat
A nyomtatott kiadás mellett elektronikus formában is elérhető onlineː Magyar Katolikus Lexikon. Az internetes változat létrehozásában a Pázmány Péter Katolikus Egyetem Információs Technológiai Karának diákja, Rácz András vett részt, Pásztor Miklós irányításával.

## Kötetbeosztás
| Kötetszám   | Kötetcím                                  | Kiadási év | Oldalszám |
| ----------- | ----------------------------------------- | ---------- | --------- |
| I. kötet    | A–Bor                                     | 1993       | 948       |
| II. kötet   | Bor–Éhe                                   | 1996       | 964       |
| III. kötet  | Éhi–Gar                                   | 1997       | 932       |
| IV. kötet   | Gas–Hom                                   | 1998       | 932       |
| V. kötet    | Homo–J                                    | 2000       | 978       |
| VI. kötet   | Kaán–Kiz                                  | 2001       | 970       |
| VII. kötet  | Klacs–Lond                                | 2002       | 1040      |
| VIII. kötet | Lone–Meszl                                | 2003       | 1056      |
| IX. kötet   | Meszr–Olt                                 | 2004       | 1056      |
| X. kötet    | Oltal–Pneu                                | 2005       | 1022      |
| XI. kötet   | Pob–Sep                                   | 2006       | 1020      |
| XII. kötet  | Seq–Szentl                                | 2007       | 1018      |
| XIII. kötet | Szentl–Titán                              | 2008       | 1000      |
| XIV. kötet  | Titel–Veszk                               | 2009       | 1008      |
| XV. kötet   | Veszp–Zs                                  | 2010       | 750       |
| XVI. kötet  | Pótkötet A–Zs                             | 2013       | 1030      |
| XVII. kötet | Indexkötet. Az I–XVI. kötet mutatója A–Zs | 2014       | 1212      |